# Donje Makojišće
Donje Makojišće is een plaats in de gemeente Novi Marof in de Kroatische provincie Varaždin. De plaats telt 586 inwoners (2001).